# أرتور بيك
أرتور بيك (5 مارس 1993 إستونيا - ) هو لاعب كرة قدم إستوني، يلعب كمدافع.

## وصلات خارجية
أرتور بيك على موقع الاتحاد الأوربي (الإنجليزية)
- أرتور بيك على موقع اتحاد إستونيا (الإنجليزية)
- أرتور بيك على موقع قاعدة بيانات كرة القدم.إي يو (الإنجليزية)
- أرتور بيك على موقع ناشيونال فوتبول تيمز (الإنجليزية)
- أرتور بيك على موقع Soccerway.com (الإنجليزية)
- أرتور بيك على موقع عالم كرة القدم.نت (الإنجليزية)